# Limosina cherangani
Limosina cherangani är en tvåvingeart som först beskrevs av Richards 1938.  Limosina cherangani ingår i släktet Limosina och familjen hoppflugor.
Artens utbredningsområde är Kenya. Inga underarter finns listade i Catalogue of Life.